# Эглон (тауншип, Миннесота)
Эглон (англ. Eglon) — тауншип в округе Клей, Миннесота, США. На 2000 год его население составило 440 человек.

## География
По данным Бюро переписи населения США площадь тауншипа составляет 93,1 км², из которых 88,1 км² занимает суша, а 5,0 км² — вода (5,39 %).

## Демография
По данным переписи населения 2000 года здесь находились 440 человек, 152 домохозяйства и 136 семей.  Плотность населения —  5,0 чел./км².  На территории тауншипа расположено 159 построек со средней плотностью 1,8 построек на один квадратный километр. Расовый состав населения: 98,18 % белых, 0,45 % коренных американцев, 0,23 % азиатов, 0,91 % — других рас США и 0,23 % приходится на две или более других рас. Испанцы или латиноамериканцы любой расы составляли 1,14 % от популяции тауншипа.
Из 152 домохозяйств в 41,4 % воспитывались дети до 18 лет, в 80,3 % проживали супружеские пары, в 3,3 % проживали незамужние женщины и в 9,9 % домохозяйств проживали несемейные люди. 8,6 % домохозяйств состояли из одного человека, при том 2,0 % из — одиноких пожилых людей старше 65 лет. Средний размер домохозяйства — 2,89, а семьи — 3,04 человека.
30,2 % населения — младше 18 лет, 3,9 % — в возрасте от 18 до 24 лет, 24,3 % — от 25 до 44, 29,8 % — от 45 до 64, и 11,8 % — старше 65 лет. Средний возраст — 40 лет. На каждые 100 женщин приходилось 118,9 мужчин.  На каждые 100 женщин старше 18 приходилось 119,3 мужчин.
Средний годовой доход домохозяйства составлял 49 318 долларов, а средний годовой доход семьи —  50 781 доллар. Средний доход мужчин —  33 250  долларов, в то время как у женщин — 18 750. Доход на душу населения составил 17 356 долларов. За чертой бедности не находилась ни одна семья и 0,4 % всего населения тауншипа.